# Laudelino Sánchez Solís
Laudelino Sánchez Solís (c. 1917 - Piñares, Villaviciosa, 5 de abril de 1936) fue un obrero español de ideología socialista. En abril de 1936, en la localidad de Piñares, participó en una pelea entre facciones políticas y fue alcanzado por varios disparos. Falleció a las pocas horas.

## Sucesos
El domingo 5 de abril de 1935 se registró un incidente entre individuos de distinta ideología política en la localidad de Piñares, en el concejo de Villaviciosa (Asturias). Como consecuencia del mismo, se produjeron varios disparos, resultando gravemente herido Laudelino Sánchez Solís, de 19 años, socialista. Fue conducido al Hospital de Oviedo, donde se le apreció un balazo en la región occipital, a consecuencia del cual falleció al poco tiempo de ingresar. Fueron detenidos cuatro individuos como supuestos autores de los disparos.